# プリズム (テレビドラマ)
『プリズム』は、2022年7月12日から9月13日まで、毎週火曜日の22時 - 22時45分に、NHK総合の「ドラマ10」枠にて放送されたテレビドラマ。主演は杉咲花。杉咲にとっては、2020年度下半期の連続テレビ小説『おちょやん』以来のNHKドラマへの主演となる。

## キャスト

### 主要人物
前島皐月
演 - 杉咲花（幼少期：寺田藍月）
都内の園芸店で働くアルバイト店員。一応は声優志望だが、夢は諦めつつある。
陸と出会ったことで養成所を辞め、彼が務めるガーデンプランニングの会社で仮採用として働く。
事業を救うために「結婚するフリ」を提案する。
森下陸
演 - 藤原季節（幼少期：野濱拓海）
ガーデンデザイナー。2016年に東央農業大学を卒業。同年、手がけた仕事で賞を得ている。以前から皐月のテラリウムに注目していたよう。中途半端な皐月の心を見抜いて遠慮せずにハッキリ言った。第1話にて惹かれ合う。
第2話では悠磨との関係性が示唆された。悠磨とは異なり、割り切って接することができない。
「結婚するフリ」という提案に乗る。
白石悠磨
演 - 森山未來
ガーデナー。アマゾンやノルウェーでも仕事経験がある。実は陸が好きだった人。元は講師と生徒の関係だったが、陸との関係を目撃されて保護者からもクレームが寄せられ、辞めざるを得なくなり、7年前、陸の前からいなくなった。
陸には「過去は過去」と言って割り切って接する。

### 皐月の関係者
荒木剛
演 - 寛一郎
皐月の幼馴染。未だに皐月に好意があり、連絡せずに押しかけてくる。
野木綾花
演 - 石井杏奈
皐月のルームメイト。同じく声優志望。
皐月とは対照的に声優の仕事が決まる。
奥寺耕太郎
演 - 吉田栄作
皐月の父。長野県上田市出身。早稲田大学建築学科卒業。一級建築士の資格を持ち、職業は建築家。
皐月が中学の時に梨紗子と離婚し、現在のパートナーは男性である。
皐月を金銭面などで援助している。
前島梨沙子
演 - 若村麻由美
皐月の母。長野の実家で一人暮らし。
「耕太郎に裏切られた」との思いが強く、耕太郎が写った写真も処分している。
皐月からは「自分で自分を哀れんでいる」と表現される。

### 陸の関係者
森下章子
演 - 霧島れいか
陸の義母（香蓮の実母）。陸からは「章子さん」と呼ばれる。
森下香蓮
演 - 小野莉奈
陸の妹。大学生。陸を「りっくん」と呼ぶ。
森下朔治
演 - 矢島健一
陸の父。「日章銀行」重役。元妻とは陸が5歳の頃に離婚。7年前、陸を勘当した。
世間の信用や体裁を気にしており、融資を申し出た陸に条件をつける。

### ディバーシティガーデン
長崎ひとみ
演 - 高畑こと美
何かと皐月を気にかける。
飯田サオリ
演 - 蔵下穂波
皐月をコネ入社だと良く思っていない。
西村克也
演 - 竹井亮介
社長。厳しい物言いをするが、悪意はないらしい。
第3話でアテにしていた企業が倒産したため、資金繰りに困って姿を消す。
佐々木美絵
演 - 藤丸千
根本歩美
演 - 畑山歌奈子
木島誠一
演 - 花戸祐介
三村将史
演 - 伊原侑蔵
野口純也
演 - 宮下修司

### その他
水川信爾
演 - 岡田義徳
耕太郎のパートナー。耕太郎を「耕ちゃん」と呼ぶ。舞台美術の仕事をしている。
料理上手で自家製の梅酒やルーにこだわったカレーを作る。

### ゲスト
第1話
岡本
演 - 一本気伸吾（第8話）
琴森造園の庭師。雑草だけでなく必要な草も抜いてしまった皐月のことを叱責する。
園芸店店長
演 - 梅舟惟永
皐月がバイトしていた阿佐ヶ谷の園芸店店長。皐月にクビを言い渡す。

第2話
満子
演 - 泉ピン子
皐月の母方の大叔母。祖母の7回忌で再会する。無遠慮に詮索する。
北斗ママ
演 - 飯田基祐（第5話）

第3話
高橋
演 - 世志男
花のリース業者。西村の失踪に伴い、ディバーシティガーデンから苗木を引き上げる。

第4話
溝口教授
演 - 越村公一
悠磨の東央農大時代の恩師。スキャンダルで辞めることを惜しんでいた。
智子
演 - 鈴木朝代
サオリの友達。サオリとともに皐月と陸のデート現場を目撃する。
声優
演 - 稲村優奈（第5話・第7話）
綾花の先輩声優。

第5話
高槻
演 - 中野剛
高丘台病院 医師。心筋梗塞で倒れた耕太郎の手術を担当。
アニメ監督
演 - 足立信彦
綾花が声優をつとめるアニメ「姉妹戦隊マリカ」の監督。
小島、津田
演 - 川合諒、篠田諒
荒木建設社員。剛の部下。
澤田
演 - 彩羽
看護師。

第6話
洋画の俳優
演 - パオロ、セルゲイV
皐月と陸がモニターで観ている映画の劇中俳優。
第7話
ハリー・エバンズ
演 - BJ FOX（第8話）
ガーデナー。妻の美咲と共にかつてイギリス滞在時の悠磨の世話をした。
MC
演 - 木曽さんちゅう
TOKYO RAINBOW FMの番組MC。
造園の発注業者
演 - 佐藤誠
宮野花庭園ガーデンミュージアム・リガーデン計画担当。陸に納期に間に合わないなら、報酬も払えないと告げる。
第8話
美咲・エバンズ
演 - ソニン
ハリーの妻。ガーデナー。
後藤
演 - 福本伸一
琴森造園社長。転職の面接に訪れた皐月の相手をする。
井上、田宮
演 - 天田暦、秀光
琴森造園の庭師。
第9話
君島夫人
演 - 阿知波悟美
ガーデナーとなった皐月の客。カナダから帰国する息子夫婦の家のガーデニングを皐月に任せる。
高木
演 - 有福正志
庭師。皐月を名前ではなく「馬鹿野郎」と呼ぶ先輩。
木村美枝
演 - 大西多摩恵
要介護者。
大友信彦
演 - 山口翔悟
介護士。美枝に付いた梨沙子を指導する。
木村哲
演 - もろいくや
木村美枝の息子。

## スタッフ
- 原作 - 浅野妙子
- 脚本 - ねじめ彩木、久世寝子
- 演出 - 西谷真一、船谷純矢、タナダユキ、金澤友也
- 音楽 -  谷口尚久
- 主題歌 - 原由子「ヤバいね愛てえ奴は」（タイシタレーベル）[38]
- 制作統括 -  小松昌代（NHKエンタープライズ）、岡本幸江（NHK）
- 制作 - NHKエンタープライズ
- 製作著作 - NHK

## 放送日程
| 各話   | 放送日  | ラテ欄                                                       | 演出                |
| ------ | ------- | ------------------------------------------------------------ | ------------------- |
| 第1話  | 7月12日 | 初めて愛した人には忘れられない人が…? カタチのない幸せ求め    | 西谷真一 船谷純矢   |
| 第2話  | 7月19日 | 思い出はウソだった? 閉じ込めた世界に光をくれた彼の笑顔と秘密 | 西谷真一 船谷純矢   |
| 第3話  | 7月26日 | 過去に心が揺れる! 二人の距離を離さないため皐月が驚きの提案!  | タナダユキ 船谷純矢 |
| 第4話  | 8月02日 | 彼の過去が明かされ! 偽装結婚が残したものは…?                 | タナダユキ 船谷純矢 |
| 第5話  | 8月16日 | 大切な人に本当の姿を見せる? 父の入院で駆けつけた人々の素顔   | 船谷純矢            |
| 第6話  | 8月23日 | それでも彼を愛せますか? 忘れられない告白                     | 金澤友也            |
| 第7話  | 8月30日 | 心のふたが開く! 三人それぞれの思い乱れて                     | 船谷純矢            |
| 第8話  | 9月06日 | 吐き出す胸のうち! 互いを思うからこその涙                     | 金澤友也            |
| 最終話 | 9月13日 | 幸せになるために! 三人の新しいカタチが                       | 金澤友也            |

8月9日は NHKスペシャル「混迷の世紀第1回・ロシアエネルギーショック」を放送するため休止。

### キャッチアップ放送
2022年8月8日 23:45 - 26:46（9日2:46）まで、ミッドナイトチャンネル・イッキ見ゾーンにて前半第4話までを再放送